# پاشاجیک (شهود)
پاشاجیک (به ترکی استانبولی: Paşacık) یک منطقهٔ مسکونی در ترکیه است که در شهود (شهر) واقع شده‌است.